# Fleš (žurnalistika)
Fleš je agenturní zpráva, taktéž zvaná první (před)zpráva, či událost, o které není zatím dostatek informací. Často jde o sportovní témata (výsledky utkání), či o přírodní katasrofy nebo teroristické útoky. Jsou hojně využívány zpravodajskými agenturami. Může též jít o označení upoutávek a anoncí na titulních stranách. 